# 疏果耳蕨
疏果耳蕨（学名：Polystichum oligocarpum）为鳞毛蕨科耳蕨属下的一个种。

## 扩展阅读
維基物種上的相關：疏果耳蕨